# Platja de Port Bo
La platja de Port Bo o de les Barques es troba al barri del mateix nom del poble de Calella de Palafrugell (Baix Empordà).

## Descripció
Limita a llevant amb la platja del Port de Malaspina i a ponent amb la platja d'en Calau. Està flanquejada per les Voltes de Calella, per les quals transcorre un passeig porxat, on hi ha diversos bars, restaurants, gelateries i altres comerços. A la platja hi ha varades les tradicionals barques de pescadors, que contribueixen a donar-li una imatge pintoresca.
Orientada al sud, té 55 m de llargària i 15 d'amplada, de sorra granada i daurada, amb un pendent d'entrada a l'aigua poc pronunciat i el fons marí és de sorra als primers metres. És utilitzada pels pescadors de la zona per amarrar-hi les seves petites embarcacions, i l'Agència Catalana de l'Aigua hi efectua un control setmanal de la qualitat de l'aigua durant la temporada de bany, amb el resultat d'excel·lent.
Té un aparcament de menys de 100 places, i també dona facilitats d'accés a les persones amb mobilitat reduïda. A tocar de la platja hi ha una caseta de la Creu Roja, senyalitzacions de perill, vigilància, i serveis de lavabos, papereres, cendrers, dutxes, telèfons públics i passarel·les d'accés.
A la plaça del Port Bo, al costat de la platja, se celebren molts esdeveniments, com la ballada de sardanes, els dissabtes d'estiu, i la popular cantada d’havaneres el primer dissabte del mes de juliol.

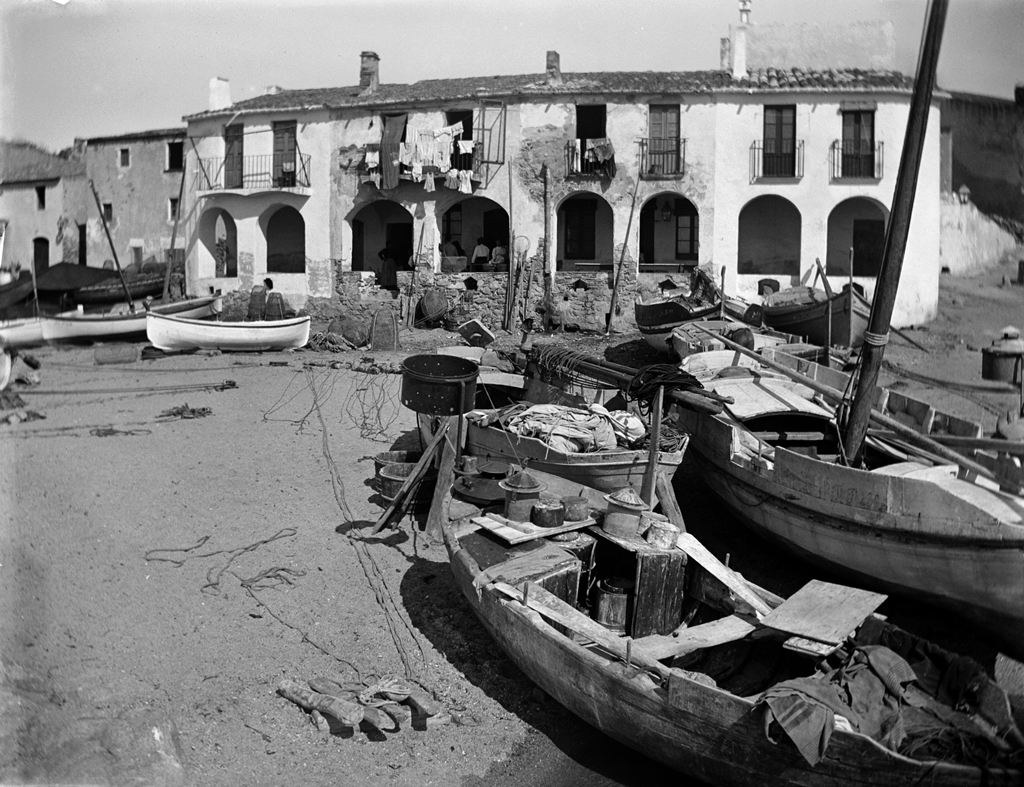
Platja de Port Bo a principis del